# Rio Natsuki
Rio Natsuki (夏樹 リオ, Natsuki Rio, Tóquio, 5 de março de 1969) é uma dubladora japonesa.

## Trabalhos

### Anime
- Angelic Layer (Tsubasa McEnzie)
- Battle Athletes Victory (Akari Kanzaki)
- Bubblegum Crisis Tokyo 2040 (Linna Yamazaki)
- Digimon Adventure 02 (Miyako Inoue)[1]
- El-Hazard (Nanami Jinnai)
- Full Metal Panic! (Eri Kagurazaka)
- GetBackers (Hevn)
- Macross 7 (Miho Miho)
- Pokémon (Asuna)[1]
- Rockman EXE Axess (Silk)
- Shugo Chara! (Yukari Sanjou)
- Skip Beat! (Shouko Aki)
- Super Robot Wars Original Generation: The Animation (Rio Mei Long)
- Super Robot Wars Original Generation: Divine Wars (Rio Mei Long)
- Tenchi Muyo! Ryo-Ohki (Rea Masaki)
- The Snow Queen (Kai)
- To Heart 2 (Ruko Kireinasora/Lucy Maria Misora)
- Turn A Gundam (Merrybell Gadget)

### Jogos
- Dirge of Cerberus: Final Fantasy VII (Lucrecia)
- Final Fantasy X/Final Fantasy X-2 (Lulu)[1]
- Kingdom Hearts II (Fuu)
- Melty Blood (Sion Eltnam Atlasia)
- Shenmue II (Joy)
- Summon Night Twin Age: Seireitachi no Koe (Lila)
- Super Robot Wars (Rio Mei Long)
- To Heart 2 (Ruko Kireinasora/Lucy Maria Misora)
- Zone of the Enders/Anubis: Zone of the Enders (Elena Weinberg)